# استاد لاف زدن
استاد لاف زدن یا آقای بلوف (به انگلیسی: Bluffmaster!) نام یک فیلم ساخت بالیوود در ژانر کمدی و درام است. کارگردان این فیلم روحان سیپی و بازیگران آن آبیشک باچان، پریانکا چوپرا، ریتیش دشموک، نانا پاتیکار، بومان ایرانی، تینو آناند، سوپریا پیلگانکار، آرش لباف، کارول گراسیاس، آنچال کومار هستند. ترانهٔ «برو برو» از آرش نیز در این فیلم وجود دارد.